# 墨汁鬼傘
墨汁鬼傘（舊稱Coprinus atramentarius），又名鬼蓋、鬼傘、鬼屋、鬼菌或朝生地蓋，以往為分類在鬼傘屬下，现归为拟鬼伞属。是繼雞腿菇後第二著名的墨汁傘。它的種名是由拉丁文的「墨汁」而來。
它是廣泛分佈的真菌，當與酒一起食用是會有毒的。當採摘墨汁鬼傘時，它會釋放出黑色的液體，這些液體曾一度被用作墨汁的代替品。事實上，近半數同屬小脆柄菇科的物種在成熟後都會出現這種現像。

## 描述
灰色或褐色的菌蓋在開端是呈鐘的形狀，在底部散開。菌褶開始時是白色，但很快會轉為黑色，且很快消散。菌柄短小及呈灰色。

## 分佈及習性
墨汁鬼傘是叢生的。一般生在木上，在秋天可以於草原、草地及廣闊的地方找到。主要生長在北半球，而在澳洲亦可以找到。

## 毒性
墨汁鬼傘與酒一起食用時是有毒的。徵狀包括有面紅、反胃、嘔吐及心跳紊亂，於食用後20分鐘至2小時會出現。墨汁鬼傘有著鬼傘素，會阻礙乙醛脫氫酶的運作，使乙醛積聚在體內。乙醛是乙醇的代謝物，是造成宿醉大部份徵狀的物質。雖然有不適的徵狀，但卻從未有致命的情況出現。這些徵狀在吃了墨汁鬼傘3天後喝酒亦有可能會出現。